# FK Aqsu
Der FK Aqsu (kasachisch Ақсу футбол клубы Aqsu fýtbol klýby) ist ein kasachischer Fußballverein mit Sitz in Pawlodar. Aktuell spielt der Verein in der zweiten Liga.

## Geschichte
Der Verein wurde 2018 gegründet und startete in der dritten Liga. 2020 wurde der Verein Meister der Liga und stieg in die zweite Liga auf. Ein Jahr später feierte der Verein die Zweitligameisterschaft und den Aufstieg in die erste Liga. Nach zwei Spielzeiten musste man am Ende der Saison 2023 als Tabellenletzter wieder in die zweite Liga absteigen.

## Erfolge
- Kazakhstan Second League: 2020  ▲
- Kazakhstan First League: 2021  ▲

## Stadion
Der Verein trägt seine Heimspiele im Zentralstadion Pawlodar in Pawlodar aus. Das Stadion hat ein Fassungsvermögen von 15.000 Personen.

## Trainer
| Trainer              | Nation     | von              | bis               |
| -------------------- | ---------- | ---------------- | ----------------- |
| Vladimir Linchevskiy | Kasachstan | 1. Januar 2018   | 31. Dezember 2018 |
| Kaysar Baysufinov    | Kasachstan | 10. Januar 2019  | 31. Dezember 2019 |
| Vitaliy Vikhlyanov   | Kasachstan | 1. Januar 2020   | 31. Dezember 2020 |
| Marat Eslyamov       | Kasachstan | 12. Februar 2021 | 24. November 2021 |
| Ruslan Kostyshyn     | Ukraine    | 17. Januar 2022  | 28. April 2023    |
| Oyrat Saduov         | Kasachstan | 28. April 2023   | 3. Mai 2023       |
| Vakhid Masudov       | Kasachstan | 4. Mai 2023      |                   |